# Башта Віталій Антонович
Віта́лій Анто́нович Ба́шта (26 вересня 1937 — 30 березня 1993) — український лісівник.

## Життєпис
1965 року закінчив Львівський лісотехнічний інститут, інженер лісового господарства.
1963 року почав працювати помічником лісничого Підкамінського лісництва (Бродівський лісгоспзаг), протягом 1965—1972 років — лісничий цього ж лісництва. З 1972 по 1993 рік займав посаду директора Радехівського лісгоспзагу.
За час його праці на посаді директора в Радехівському лісгоспі було закінчено будівництво адміністративного будинку, збудовано та введено в експлуатацію лісокомплекс — до його складу якого увійшли 2 цехи переробки деревини, автолісовозна дорога та нижній склад. В тому ж часі було проведено капітальний ремонт садиб лісництв, побудовано 2 кордони в Сокальському лісництві.

### Нагороди
- медаль «За доблесну працю», 1970,
- орден «Знак Пошани», 1977,
- Почесна грамота Президії Верховної Ради УРСР, 1981,
- «20 років служби в державній лісовій охороні»,
- медаль «Ветеран праці», 1985,
- орден «Жовтневої революції», 1989,
- заслужений лісівник УРСР, 1990,
- занесений до Книги Пошани Міністерства лісового господарства і ЦК профспілки України, 1992